# Filtro fotográfico

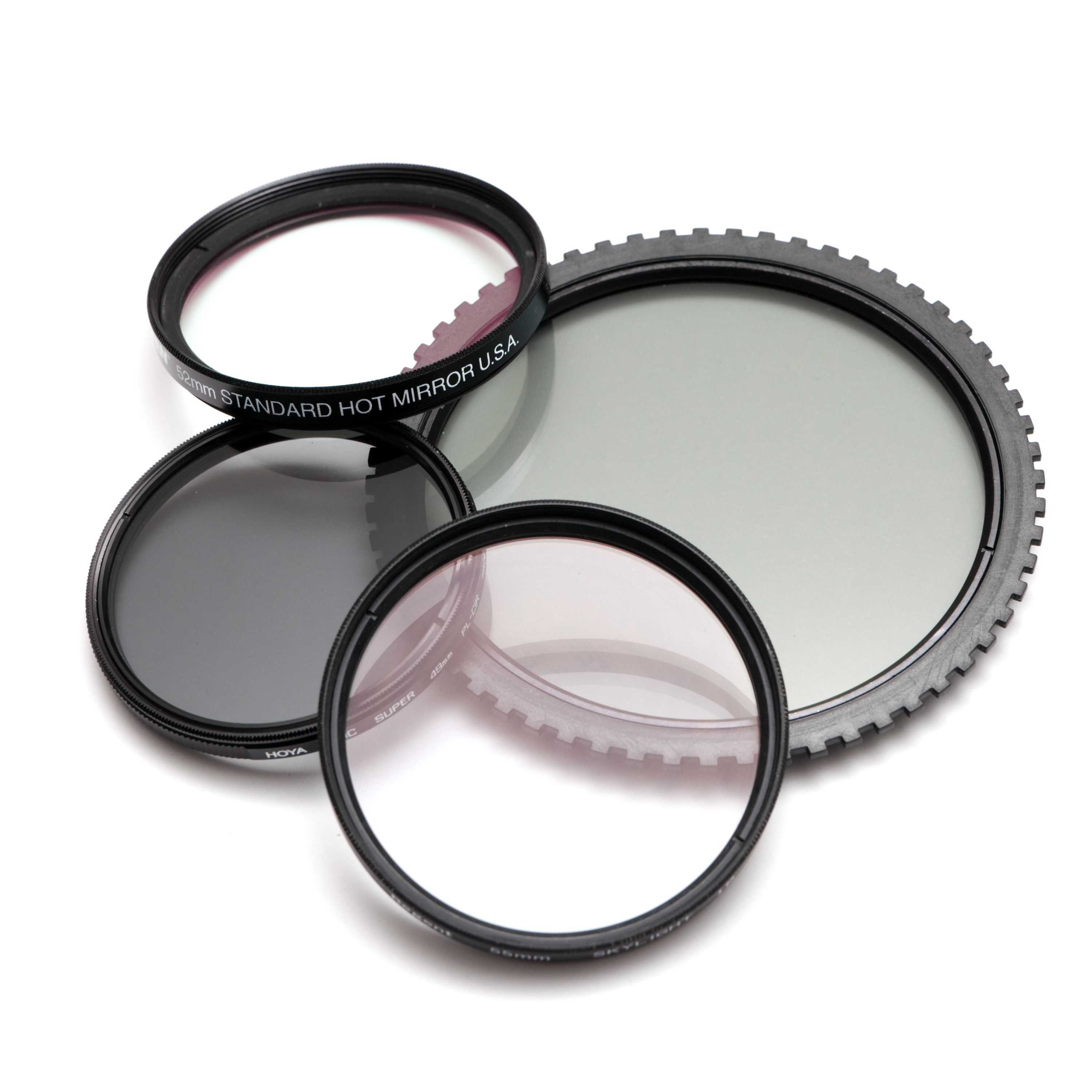
Cuatro filtros fotográficos.

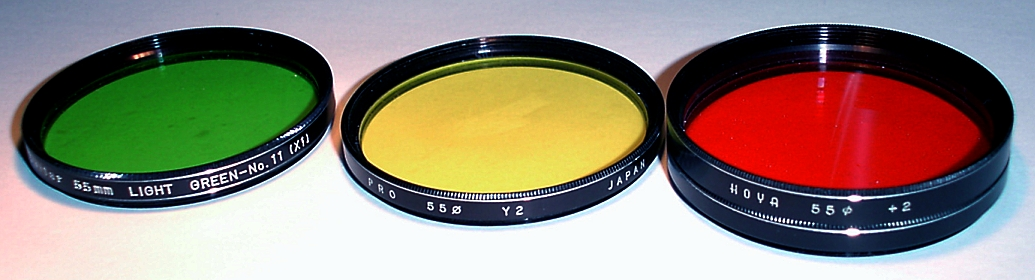
Filtros de color de 55mm.

Se trata de un filtro óptico que se acopla en la parte frontal del objetivo de una cámara fotográfica, con el fin de conseguir un determinado efecto en la fotografía.
El filtro puede ser un vidrio cuadrado que se acopla al objetivo mediante un accesorio, pero es más común en la forma de vidrio redondo con una montura en forma de anillo de metal o plástico con rosca. Los objetivos suelen incorporar una rosca para adaptar  estos filtros. Obviamente, el diámetro de la rosca ha de ser el mismo en el filtro y en el objetivo; ello se indica con el símbolo Ø en la parte frontal del objetivo y en el borde del filtro (Ø58mm por ejemplo).
Los materiales más habituales son el vidrio (mayor calidad, mayor precio) y la gelatina (menor precio y gran variedad de tipos).

## Filtros protectores

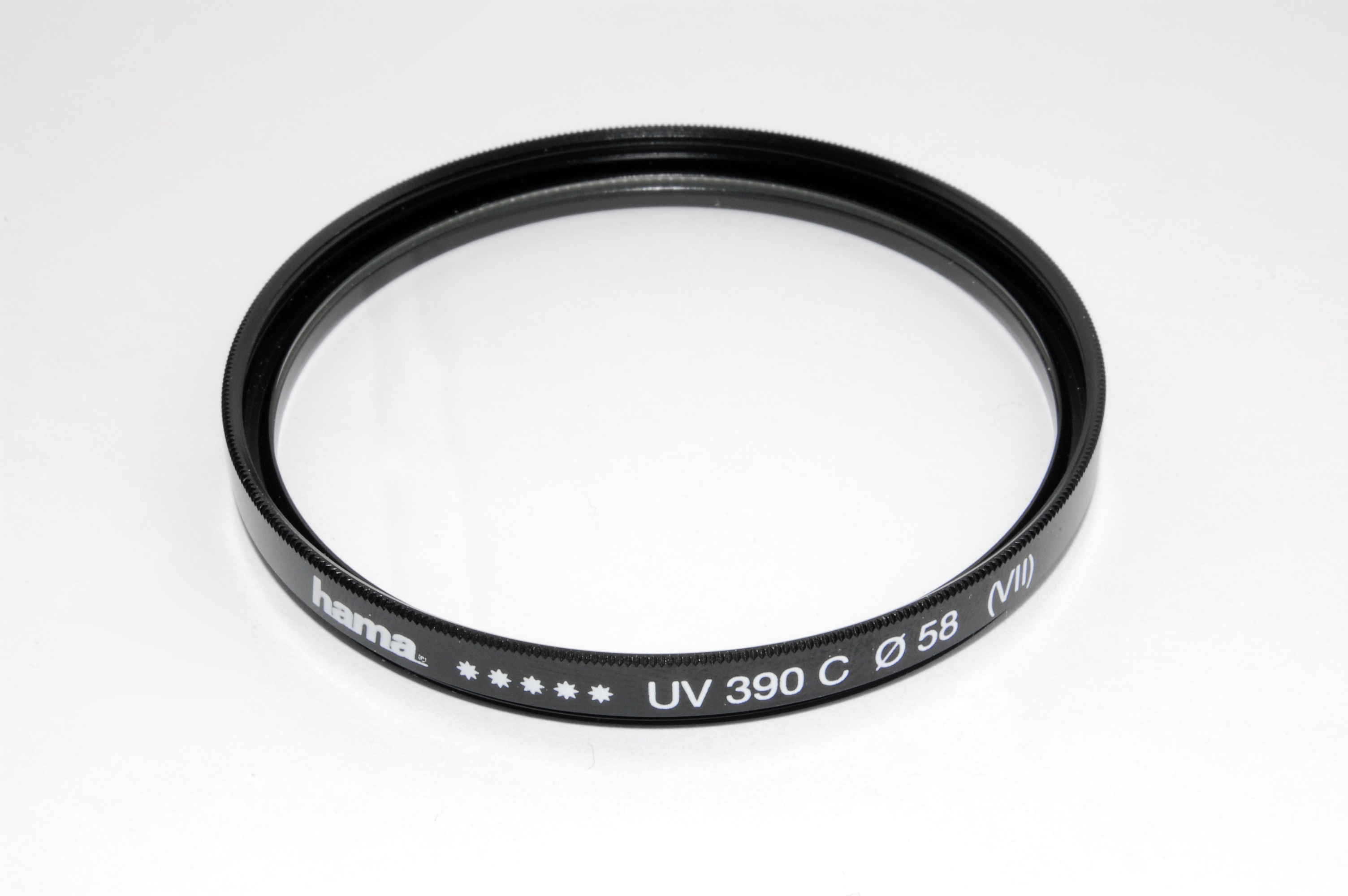
Un Filtro UV

Son vidrios sin ningún efecto esencial en la fotografía y se usan sobre todo para proteger el lente del objetivo de la suciedad y arañazos. Los más habituales son el Filtro Skylight (o 1A) y el UV, que bloquean parte de la luz ultravioleta, reducen una posible dominante del color azul en las fotos y tienen un bajo costo.

## Filtros de colores para emulsiones en blanco y negro
Los Filtros para blanco y negro se usan para dar o corregir la intensidad lumínica de algunas zonas del espectro (a cierto color) a la fotografía y se usan sobre todo en fotografía en blanco y negro, ya que ayudan a separar mejor los distintos tonos de un color en distintos tonos de grises.
Los hay de dos tipos:
1. Los de rosca: son los más simples, pues sólo se enroscan en el lente. Son más costosos porque tienen incorporado el anillo metálico.
2. Los de portafiltros: aunque la inversión inicial es más costosa, más tarde sólo es necesario cambiar el filtro, y no todo el armazón.

Los filtros usados para la fotografía en blanco y negro son específicos por su gran saturación, aunque también pueden usarse los de color:
- El skylight o ultravioleta: sirve como protector del objetivo y los cambios en la foto son mínimos, evitando pérdida de contraste en fotos de montaña.
- Polarizadores: sirven para quitar o reducir brillos y reflejos en ciertos objetos.
- Densidad Neutra: reduce la cantidad de luz.
- De contraste: los hay de todos los colores imaginables; su función en la fotografía B&N es la de aclarar su propio color y oscurecer su complementario. Los más utilizados son los amarillentos, anaranjados y rojos, que evitan que el cielo quede demasiado claro, permitiendo diferenciarse de las nubes.
- Efectos Especiales: cantidad ilimitada de efectos.

## Filtros de efectos
- Filtros de degradado. Para oscurecer o colorear parte de la fotografía, por ejemplo el cielo.
- Filtros de estrella. Para producir efectos en forma de estrellas (con un número de puntas variable) en los destellos de luz.
- de efectos especiales.

## Filtros de control de la luz

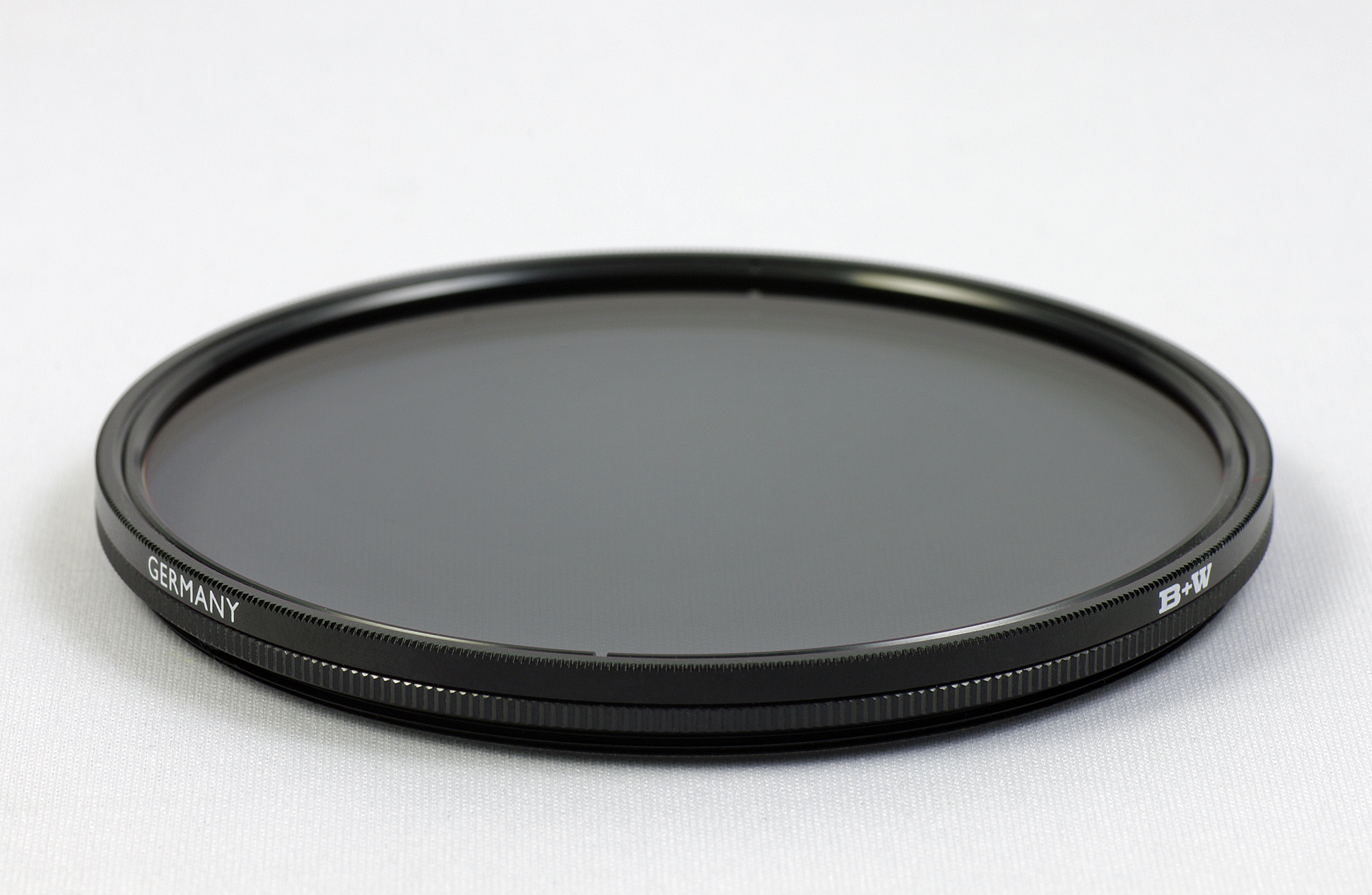
Polarizador.

- Polarizador: Eliminan reflejos indeseados en agua, cristales y otras superficies (excepto en los metales, como los objetos cromados) y produce colores más saturados al seleccionar los rayos de luz que entran en el lente de cámara fotográfica.[1] El efecto puede cambiarse rotando una de las dos partes de que se compone el filtro y variando la orientación. Se percibe mejor en teleobjetivos u objetivos normales que en gran angulares. Los hay lineales o circulares:
  - Lineal: Los polarizadores lineales permiten regular la eliminación de reflejos, y son menos costosos, en general, que los circulares.
  - Circular: Los polarizadores circulares se diseñaron específicamente para el uso de cámaras con objetivos de enfoque automático o autofoco.

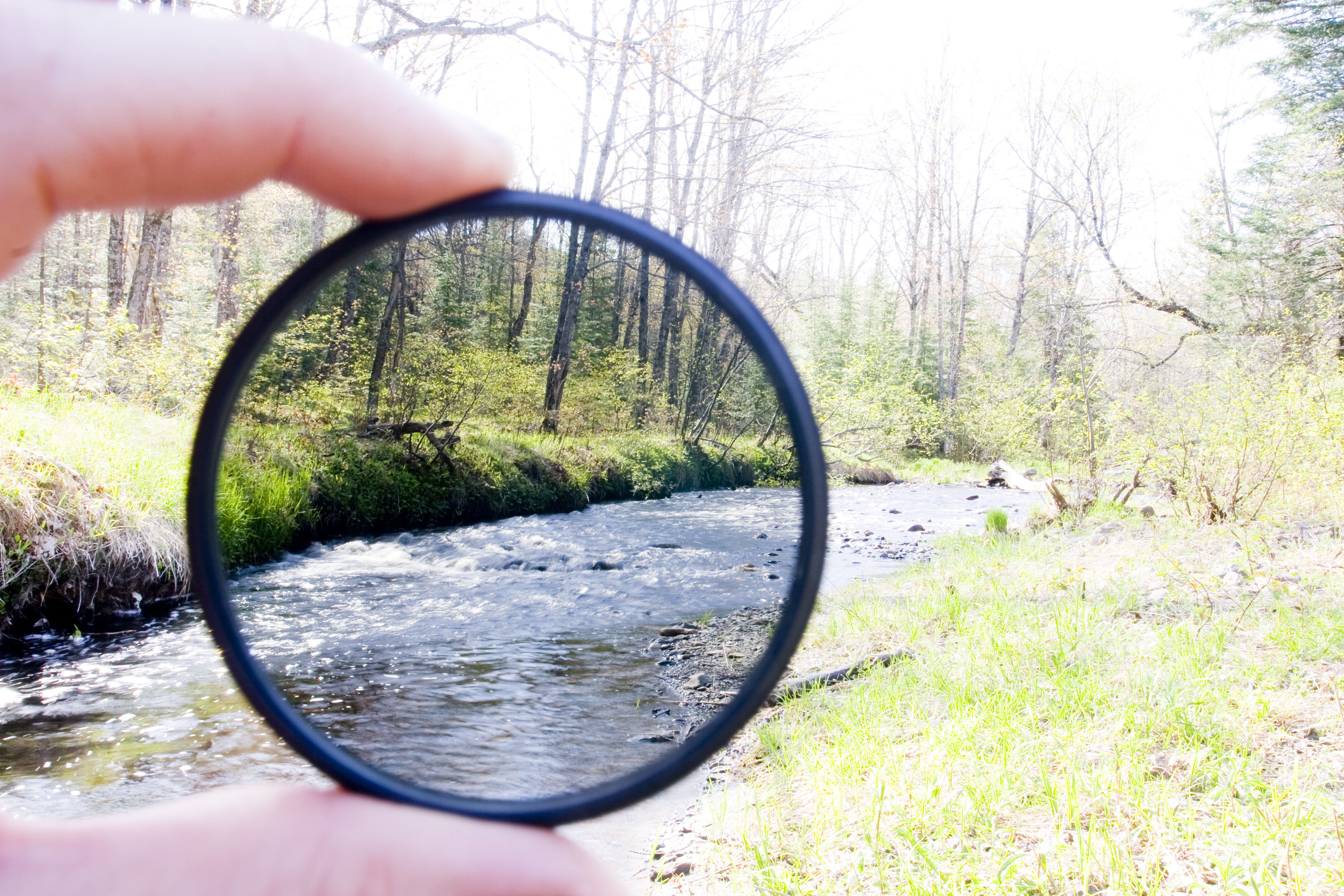
Filtro de densidad neutra.

- Filtro ND ND (de Densidad Neutral), filtros grises para reducir la luz que incide en el objetivo. Este filtro está compuesto por partículas de zinc y una retícula de polarizado.

- Filtros correctores de color, utilizados para corregir la temperatura de color de la luz dominante en la fotografía. Existen los anaranjados que bajan la temperatura de color, y los azulados, que suben dicho valor.

## Otros filtros
- Filtro IR (de rayos infrarrojos): No bloquean los rayos infrarrojos sino al contrario, bloquean la luz visible permitiendo el paso de la infrarroja, la película es una combinación de celulosa y dióxido de titanio.
- Lentes de aproximación. Aunque en realidad no son filtros, en muchos manuales se les incluye en este apartado. Permiten reducir la distancia mínima de enfoque, utilizándose para la macrofotografía.